# Quartier de l'Horloge
Le quartier de l'Horloge est un ensemble d'immeubles du 3e arrondissement de Paris situé entre les rues Saint-Martin (à l'ouest), Rambuteau (au sud), du Grenier-Saint-Lazare (au nord) et Beaubourg (à l'est), à côté du centre Georges-Pompidou. Il a été construit par l'architecte Jean-Claude Bernard, pour la Cogedim, dans les années 1970.

## Origine du nom
Le quartier tire son nom de l’œuvre d’art de Jacques Monestier, Le Défenseur du temps, une horloge monumentale animée à automates inaugurée sur l'une des façades du quartier en 1979.

## Architecture

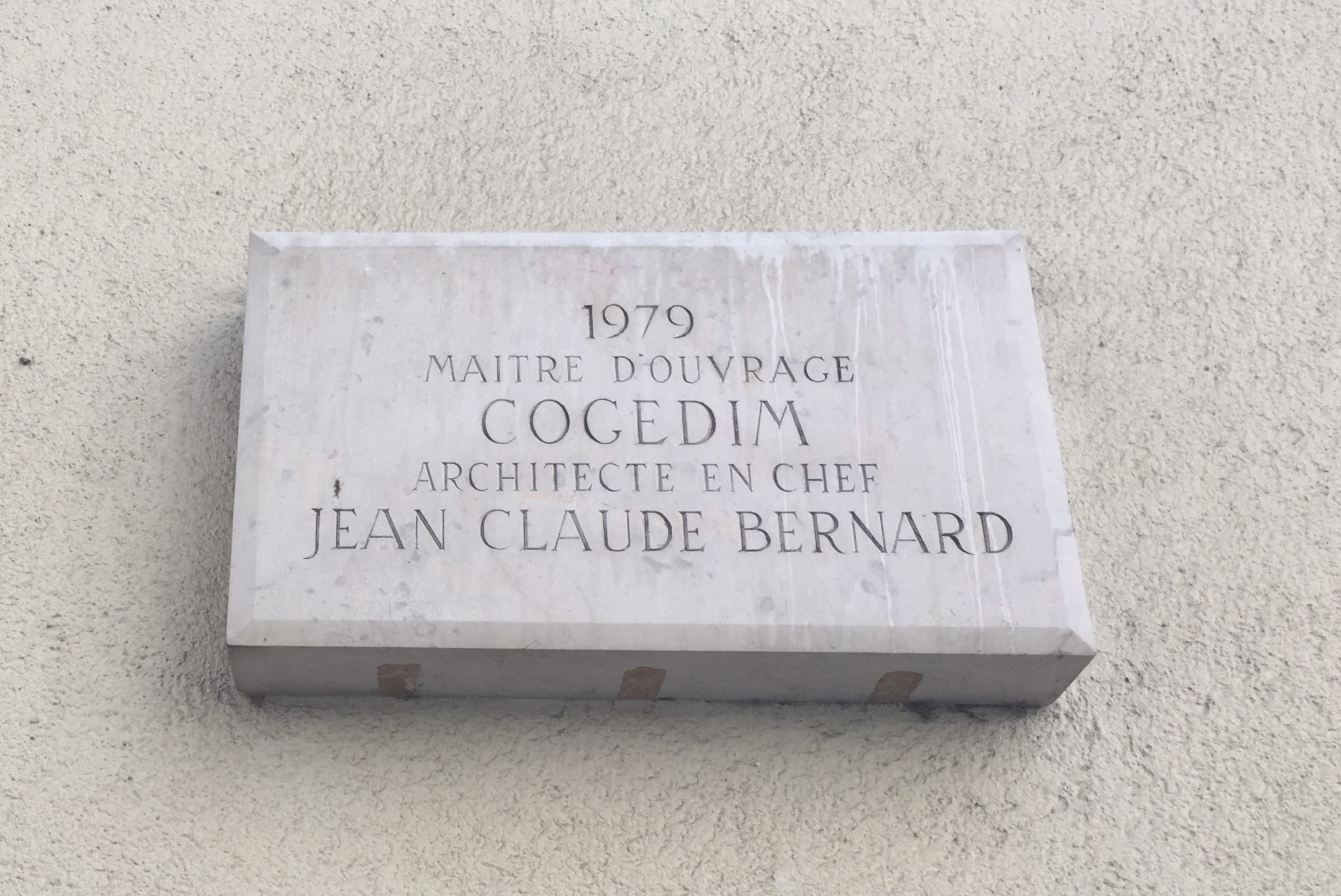
Plaque posée lors de l'inauguration du quartier par le maire de Paris Jacques Chirac en 1979.

Jean-Claude Bernard, également urbaniste et architecte en chef des bâtiments civils et palais nationaux, s’était consacré à l’étude des problématiques urbaines contemporaines — tant les quartiers parisiens anciens, que les villes nouvelles ou les villes de montagne — en particulier à travers le Groupe International d’Architecture Prospective fondé notamment par Yona Friedman, Michel Ragon, Ionel Schein et Nicolas Schöffer dans les années 1960, lequel avait pour ambition de « rassembler tous ceux, techniciens, artistes, sociologues et spécialistes divers, qui recherchent des solutions urbanistiques et architecturales nouvelles ».
Son projet pour le quartier de l’Horloge constitue ainsi l’une de ces solutions urbaines qu’il propose à partir des années 1970, dans l’objectif de mieux prendre en compte le tissu urbain traditionnel. L’ensemble est construit à l'emplacement de l'îlot insalubre no 1 dont seules ont été conservées les façades de la rue Saint-Martin et quatre immeubles de la rue Beaubourg datant du début du XXe siècle. Il a été inauguré au mois de novembre 1979.
Les immeubles de six ou sept étages évoquent la trame parcellaire médiévale antérieure, le projet cherchant à s’inscrire « dans l’esprit du bâti ancien », ce en quoi le projet marque un tournant dans l’approche du fait urbain en milieu constitué. Ce parti formel et esthétique peut être perçu comme un « pastiche quelque peu modernisé ». L’un des immeubles portant l’inscription « Le Piazza Beaubourg », sis au 156 de la rue Saint-Martin est décrit lors de la vente de ses appartements comme un « Millionaire's Row au cœur de Paris ».
À l'intersection de la rue Rambuteau et de la rue Brantôme figure une œuvre de Max Ernst, Le Grand Assistant.

## Voies
L'ensemble du quartier de l'Horloge est une propriété privée (les bâtiments comme les rues), ce qui lui fait échapper aux normes applicables aux voies publiques, l'entretien étant à la charge de la copropriété. À l'origine occupé par des restaurants et des commerces luxueux, on y trouve actuellement le grand magasin Leroy Merlin du centre de Paris, des ateliers de reprographie et quelques commerces divers.

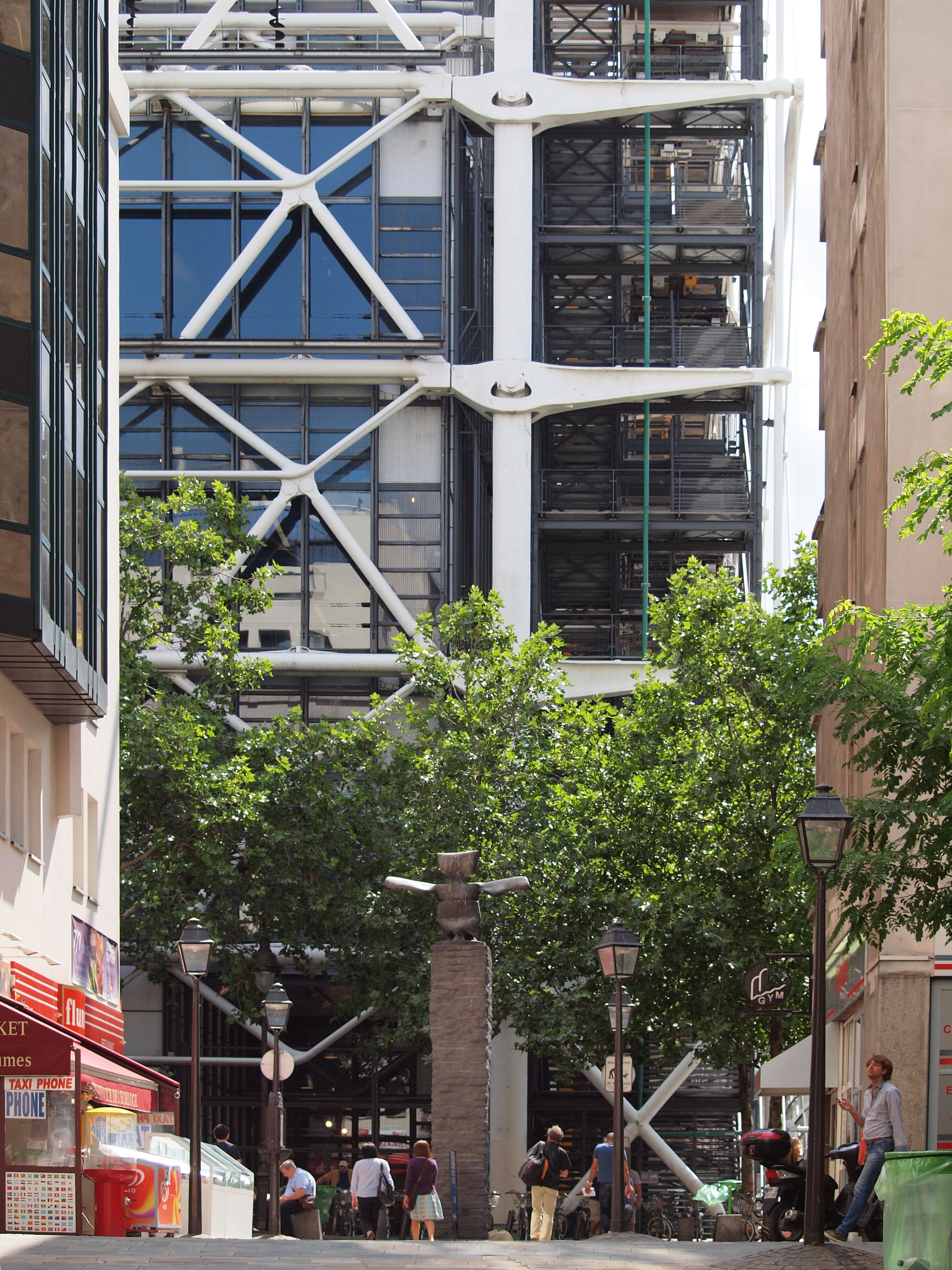
Le Grand Assistant, sculpture de Max Ernst au sommet de la rue Brantôme, face au Centre Beaubourg.
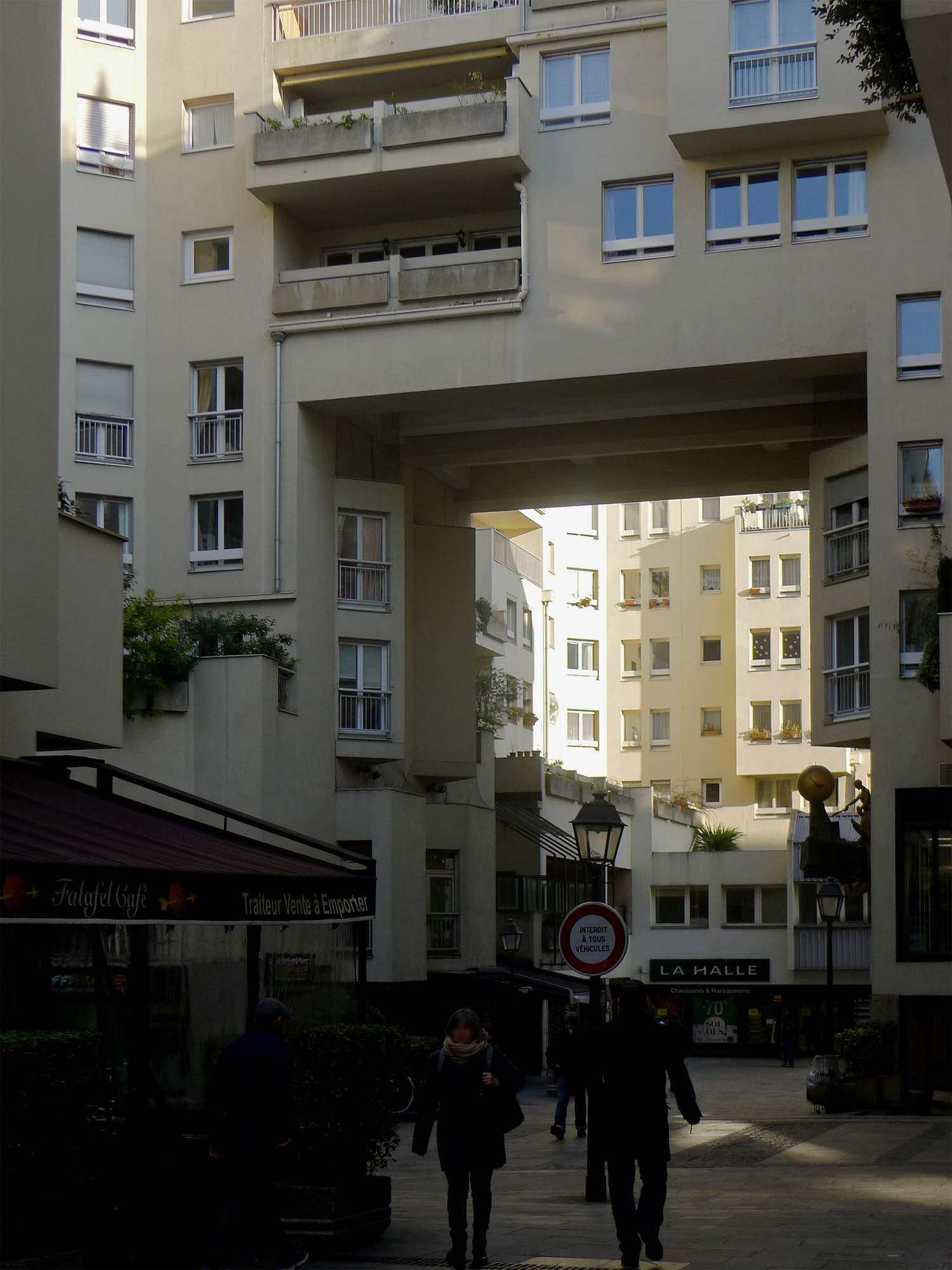
La rue Bernard-de-Clairvaux vue depuis la rue Saint-Martin.

Les voies à l'intérieur du quartier sont :
- impasse Beaubourg ;
- rue Bernard-de-Clairvaux, qui commence rue Brantôme et finit au no 172 rue Saint-Martin (Nomenclature officielle)
- passage Brantôme, qui commence rue Rambuteau et finit rue Brantôme (Nomenclature officielle)
- rue Brantôme, qui commence au no 46 rue Rambuteau et finit au no 11 rue du Grenier-Saint-Lazare (Nomenclature officielle)
- passage du Maure, qui commence au no 33 rue Beaubourg et finit rue Brantôme (Nomenclature officielle)
- passage des Ménétriers, qui commence au no 23 rue Beaubourg et finit rue Brantôme (Nomenclature officielle)

## Sources
Filmographie
Jean-Claude Bernard, architecte, de Yves de Peretti, 1988, France, 10ʹ, couleur, (description sur Film-documentaire.fr)